# Pfarrkirche Leopoldsdorf im Marchfeld

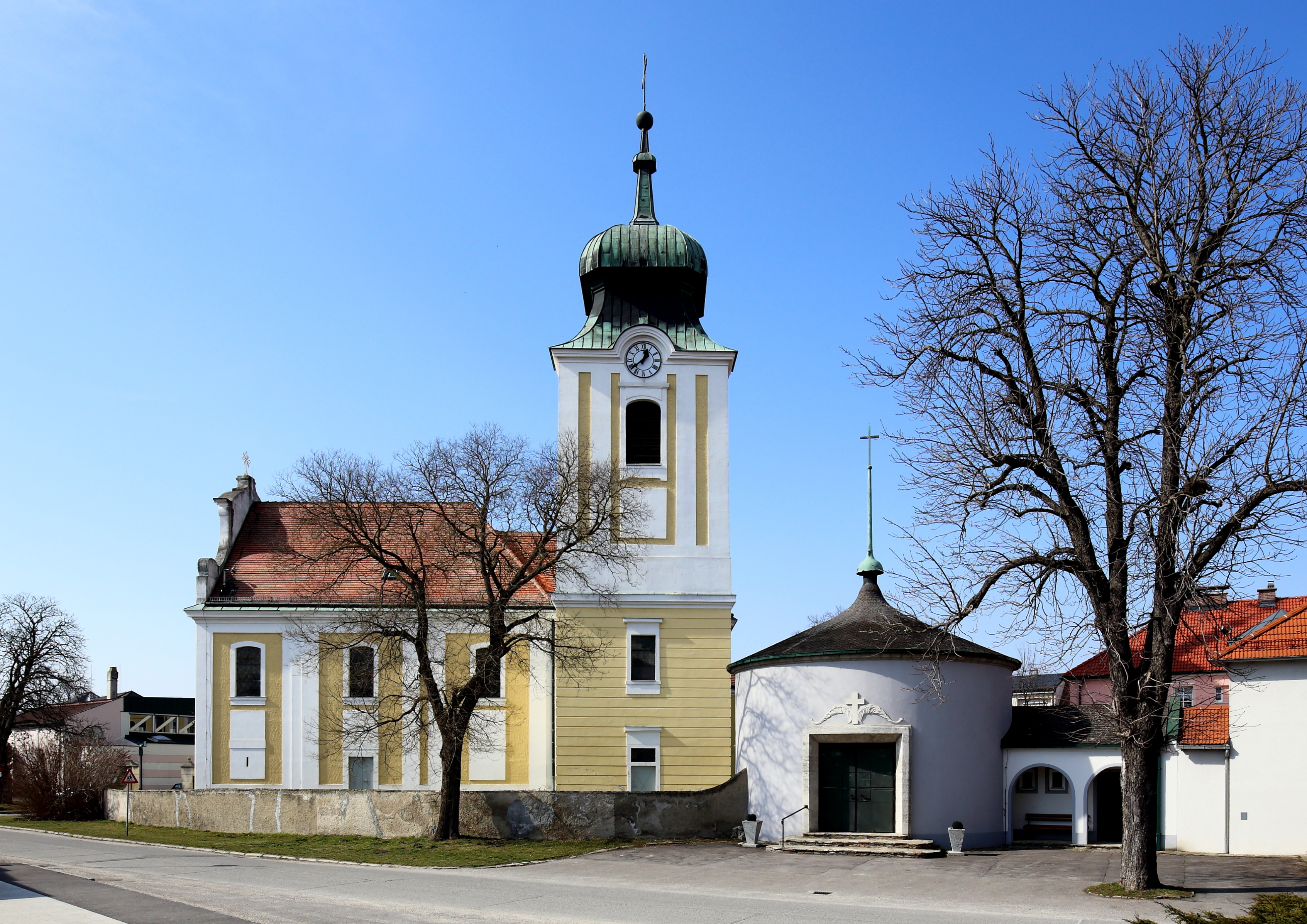
Katholische Pfarrkirche hl. Markus in Leopoldsdorf im Marchfeld

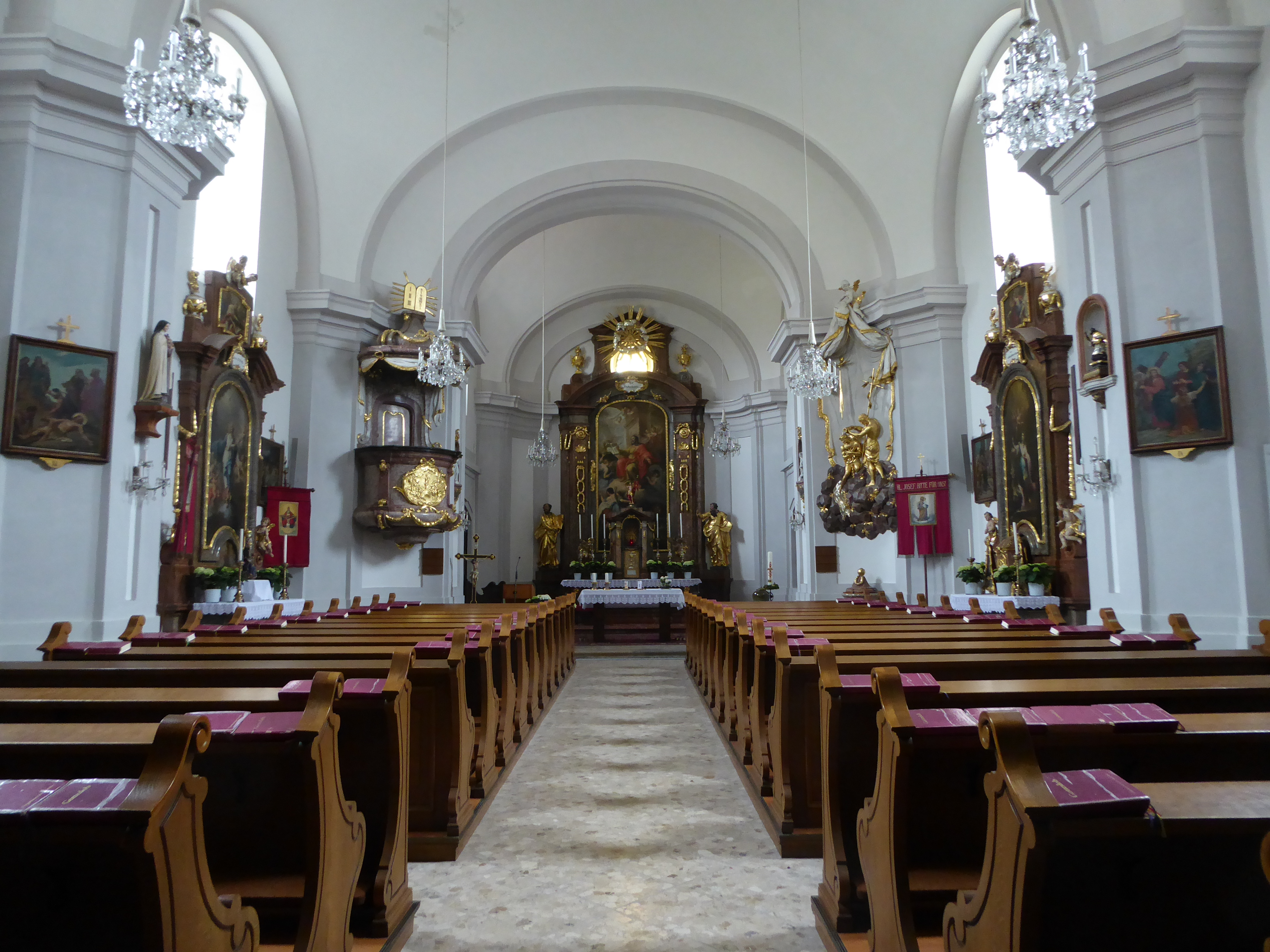
Im Langhaus zum Chor

Die Pfarrkirche Leopoldsdorf im Marchfeld steht in der Mitte des Angers in der Marktgemeinde Leopoldsdorf im Marchfeld im Bezirk Gänserndorf in Niederösterreich. Die unter dem Patrozinium des Evangelisten Markus stehende römisch-katholische Pfarrkirche gehört zum Dekanat Marchfeld im Vikariat Unter dem Manhartsberg in der Erzdiözese Wien. Die Kirche steht unter Denkmalschutz (Listeneintrag).

## Geschichte
Der Vorgängerbau der Kirche wurde 1772 abgetragen, während der Vorgängerkirchturm bis zum Glockengeschoß erhalten blieb und in die neue Kirche integriert wurde. Der Neubau entstand von 1771 bis 1774.

## Architektur
Der große weithin sichtbare spätbarocke Kirchenbau ist von der ehemaligen Kirchhofmauer umgeben.
Das mächtige kubische Langhaus zeigt eine Putzrahmengliederung und Stichbogenfenster. Die genordete Kirche zeigt eine hochgezogene dreigeschoßige Südfront mit einer vorgelegten Blendädikula und über dem durchlaufenden Gesims einen gestuften Volutengiebel mit einem Ovalfenster. Der nordöstlich am eingezogenen Chor angestellte kräftige dreigeschoßige Turm war wohl ein ehemaliger Wehrturm, zeigt eine Putzbandgliederung mit Doppellisenen und Segmentbogenfenster im Glockengeschoß und trägt einen spätbarocken Zwiebelhelm. Das Ostportal hat eine spätbarocke Eisentür. Westlich am Chor steht ein Sakristeianbau.
Die Kirche hat an der Ostwand eingemauerte Grabsteine aus dem 19. Jahrhundert und aus 1787. Am Sakristeianbau gibt es ein barockes steinernes Grabkreuz mit 1743.
Das Kircheninnere zeigt ein dreijochiges Langhaus mit Platzlgewölben auf Gurten auf starken abgeschrägten Wandpfeilern mit kräftigen reich verkröpften Gesimsen. Die platzlunterwölbte Orgelempore zeigt sich mit einer weiten Arkade. Der eingezogene Chor ist platzlgewölbt und im Osten zu einem kreuzgratgewölbten Kapellenraum im Turmuntergeschoß geöffnet, westlich des Chores ist die platzlgewölbte Sakristei.

## Ausstattung
Die spätbarocke Einrichtung ist aus der Bauzeit und verwendet Salzburger Marmor, teils mit Zopfdekor.
Der Hochaltar hat eine segmentbogig geschlossene Rahmung und zeigt im Auszug das Auge Gottes in einem Wolkenputtenkranz, er trägt die Figuren Peter und Paul. Das Hochaltarbild hl. Markus malte wohl Johann Nepomuk Schöpf.
Die Seitenaltarbilder links Unbefleckte Empfängnis und rechts hl. Margarete malte Martin Unterberger 1774. Die Auszugsbilder zeigen links hl. Leopold und rechts hl. Florian. Diese Bilder wurden 1983 bis 1985 restauriert.
Das Leinwandbild Traum des hl. Josef von Martin Unterweger aus dem dritten Viertel des 18. Jahrhunderts wurde aus der Kapelle des 1945 zerstörten Schlosses hierher übertragen.
Die Orgelempore hat eine reich dekorierte Holzbrüstung. Die Orgel schuf Matthäus Mauracher 1898, sie wurde 1962 von Johann M. Kauffmann umgebaut. Eine Glocke nennt 1772.